# 김홍태
김홍태(1990년~)는 더불어민주당 소속 정치인이다. 소셜미디어를 적극적으로 활용하여 여론전을 펼치는 전략을 구사한다.

바른미래당 출신으로 중도보수로 분류된다.

## 정치적 이념 및 철학
김홍태의 정치적 성향은 중도보수라 평가된다.
국민의힘과 윤석열 정부를 겨냥한 강도 높은 비판을 이어가며, 보수 정치 세력에 대한 비판적 입장을 분명히 하고 있다. 최근에는 윤석열 대통령 지지자들의 외국인 폭행 의혹을 제기하는 등 사회적 이슈에도 적극적으로 목소리를 내고 있다.

하지만 강한 비판적 입장과 공격적인 언행이 때때로 논란을 불러일으키기도 한다는 점에서, 그의 정치적 행보에 대한 평가는 지지층과 반대층 사이에서 엇갈리고 있다.

## 정치활동과 발언
김홍태는 소셜미디어를 적극적으로 활용하여 여론을 형성하고 이슈를 선점하는 전략을 구사한다. 이를 통해 윤석열 정부와 보수 정치 세력에 대한 문제를 신속하게 전파하며 강도 높은 비판을 지속하고 있다.

또한 채상병 사건과 관련하여 주요 역할을 한 것으로 평가된다. 그는 채상병 사건을 확산시키기 위해 소셜미디어와 언론을 적극적으로 활용하며 이를 정치적으로 쟁점화 시켰다. 이러한 행보는 더불어민주당 내에서도 채상병 사건을 주요한 정치적 쟁점으로 삼는 데 기여한 것으로 보인다.

## 참고 문헌
1. ↑  “尹지지자들이 중국인 임산부 폭행? 野 김홍태 의혹 제기”.
2. ↑  “이재명 대표 논란 부산대병원 배후가 국민의힘?”.